# Кыцигировка
Кыцигировка — деревня в Иркутском районе Иркутской области России. Входит в состав Никольского муниципального образования. Находится примерно в 53 км к северу от районного центра.

## Население
По данным Всероссийской переписи, в 2010 году в деревне проживало 476 человек (241 мужчина и 235 женщин).